# 有馬重則
有馬 重則（ありま しげのり）は、戦国時代の武将。

## 略歴
摂津有馬氏は播磨国赤松氏の庶流で、摂津国有馬郡を領したことから有馬氏を名乗った。
重則の一族は分家であり、父・有馬則景の代は三田城に在住していたが、重則の代に播磨三木に所領を移し、三田城から三津田城（満田城）に拠ったが、この地を領する別所就治とたびたび争ったという。天文23年（1554年）、重則は三好長慶の別所征伐に従い、別所方の淡河城を奪って居城としたが、就治の三木城を陥落させることはできず、永禄元年（1558年）には淡河城を奪回されている。この時に死去したとも、後の永禄年間の三好氏の内紛により死去したともされる。